# American Auto
American Auto es una serie de televisión de comedia de situación estadounidense creada por Justin Spitzer. Se estrenó el 13 de diciembre de 2021 en NBC. Esta protagonizada por Ana Gasteyer, Harriet Dyer, Jon Barinholtz, Tye White, Michael Benjamin Washington, Humphrey Ker y X Mayo. En mayo de 2022, la serie fue renovada para una segunda temporada, que se estrenó el 24 de enero de 2023. En junio de 2023, la serie fue cancelada tras dos temporadas.

## Sinopsis
La serie sigue a los empleados de Payne Motors, empresa automovilística en Detroit, y las dificultades de la empresa después de que se contrate a una directora ejecutiva con falta total de conocimiento sobre coches.

## Elenco
- Ana Gasteyer como Katherine Hastings
- Harriet Dyer como Sadie
- Jon Barinholtz como Wesley
- Tye White como Jack
- Michael Benjamin Washington como Cyrus
- Humphrey Ker como Elliot
- X Mayo como Dori

## Episodios

### Temporadas
| Temporada | Temporada | Episodios | Episodios | Emisión original        | Emisión original    |
| Temporada | Temporada | Episodios | Episodios | Primera emisión         | Última emisión      |
| --------- | --------- | --------- | --------- | ----------------------- | ------------------- |
|           | 1         | 10        | 10        | 13 de diciembre de 2021 | 8 de marzo de 2021  |
|           | 2         | 13        | 13        | 24 de enero de 2023     | 18 de abril de 2023 |

### Primera temporada (2021-22)
| N.º en serie | N.º en temp. | Título            | Dirigido por    | Escrito por                  | Fecha de emisión original | Audiencia (millones) |
| ------------ | ------------ | ----------------- | --------------- | ---------------------------- | ------------------------- | -------------------- |
| 1            | 1            | «Pilot»           | Jeffrey Blitz   | Justin Spitzer               | 13 de diciembre de 2021   | 2.95                 |
| 2            | 2            | «White Van»       | Jeffrey Blitz   | Justin Spitzer               | 13 de diciembre de 2021   | 1.87                 |
| 3            | 3            | «Earnings Call»   | Matt Sohn       | Shirin Najafi                | 4 de enero de 2022        | 2.43                 |
| 4            | 4            | «The $10k Car»    | Kim Nguyen      | Elena Crevello               | 11 de enero de 2022       | 2.50                 |
| 5            | 5            | «Millbank, IA»    | Lauren Ludwig   | Kyle Mack                    | 18 de enero de 2022       | 2.37                 |
| 6            | 6            | «Commercial»      | Jeffrey Blitz   | Albertina Rizzo              | 25 de enero de 2022       | 2.30                 |
| 7            | 7            | «Recall»          | Randall Winston | Eric Ledgin                  | 1 de febrero de 2022      | 2.08                 |
| 8            | 8            | «Employee Morale» | Heather Jack    | Bill Chais y Shirin Najafi   | 22 de febrero de 2022     | 2.03                 |
| 9            | 9            | «Charity Dinner»  | Phil Traill     | Maxwell Theodore Vivian      | 1 de marzo de 2022        | 2.06                 |
| 10           | 10           | «Profile»         | Jeffrey Blitz   | Justin Spitzer y Eric Ledgin | 8 de marzo de 2022        | 1.98                 |

### Segunda temporada (2023)
| N.º en serie | N.º en temp. | Título            | Dirigido por    | Escrito por                   | Fecha de emisión original | Audiencia (millones) |
| ------------ | ------------ | ----------------- | --------------- | ----------------------------- | ------------------------- | -------------------- |
| 11           | 1            | «Crisis»          | Matt Sohn       | Justin Spitzer y Eric Ledgin  | 24 de enero de 2023       | 2.48                 |
| 12           | 2            | «Most Hated CEO»  | Ross Novie      | David Budin y Lauren Walker   | 31 de enero de 2023       | 2.36                 |
| 13           | 3            | «Celebrity»       | Heather Jack    | Bridget Kyle y Vicky Luu      | 7 de febrero de 2023      | 2.09                 |
| 14           | 4            | «Cost Cutting»    | Shahrzad Davani | Kyle Mack                     | 14 de febrero de 2023     | 1.86                 |
| 15           | 5            | «Going Green»     | Jay Hunter      | Shirin Najafi                 | 21 de febrero de 2023     | 1.80                 |
| 16           | 6            | «The Letter»      | Lara Everly     | Elena Crevello                | 28 de febrero de 2023     | 1.82                 |
| 17           | 7            | «Young Designers» | Phil Traill     | Jeff Maurer                   | 7 de marzo de 2023        | 2.22                 |
| 18           | 8            | «Hack»            | Heather Jack    | Kyle Mack y Vance Stringer    | 14 de marzo de 2023       | 2.00                 |
| 19           | 9            | «Night Out»       | Craig Zisk      | Jeremy Hsu                    | 21 de marzo de 2023       | 1.90                 |
| 20           | 10           | «Passion Project» | Phill Lewis     | Tim McAuliffe                 | 28 de marzo de 2023       | 1.91                 |
| 21           | 11           | «Funeral»         | Pete Chatmon    | Jonathan Green y Gabe Miller  | 4 de abril de 2023        | 1.97                 |
| 22           | 12           | «Dealer Event»    | Jeffrey Blitz   | Eric Ledgin y Gautham Nagesh  | 11 de abril de 2023       | 1.52                 |
| 23           | 13           | «Judgement Day»   | Ross Novie      | Shirin Najafi y Jordan Hearne | 18 de abril de 2023       | 1.45                 |

## Producción

### Desarrollo
El 23 de enero de 2020, se anunció que NBC había ordenado la producción de un piloto. El piloto fue dirigido por Jeffrey Blitz y escrito por Justin Spitzer. El 12 de enero de 2021, se anunció que se había ordenado la serie. El 12 de mayo de 2022, NBC renovó la serie para una segunda temporada. La segunda temporada se estrenó el 24 de enero de 2023. El 16 de junio de 2023, NBC canceló la serie tras dos tempodas.

### Casting
En febrero de 2020, Harriet Dyer y Ana Gasteyer se unieron al elenco principal del piloto. En marzo de 2020, X Mayo se unió al elenco del piloto. En julio de 2020, se anunció a Tye White, Michael B. Washington, Humphrey Ker y Jon Barinholtz en papeles principales del piloto.

## Recepción

### Críticas
En Rotten Tomatoes la serie tiene un índice de aprobación del 100%, basado en 11 reseñas, con una calificación promedio de 6.1/10. En Metacritic, tiene puntaje promedio ponderado de 68 sobre 100, basada en 11 reseñas, lo que indica «criticas generalmente favorables».

### Audiencias

#### Temporada 1
| N.º | Título            | Fecha de emisión        | ÍA (18–49) | Audiencia (millones) | DVR (18–49) | Audiencia DVR (millones) | Total (18–49) | Audiencia total (millones) |
| --- | ----------------- | ----------------------- | ---------- | -------------------- | ----------- | ------------------------ | ------------- | -------------------------- |
| 1   | «Pilot»           | 13 de diciembre de 2021 | 0.4        | 2.95                 | —           | —                        | —             | —                          |
| 2   | «White Van»       | 13 de diciembre de 2021 | 0.3        | 1.87                 | —           | —                        | —             | —                          |
| 3   | «Earnings Call»   | 4 de enero de 2022      | 0.4        | 2.43                 | —           | —                        | —             | —                          |
| 4   | «The $10k Car»    | 11 de enero de 2022     | 0.5        | 2.50                 | —           | —                        | —             | —                          |
| 5   | «Millbank, IA»    | 18 de enero de 2022     | 0.4        | 2.37                 | —           | —                        | —             | —                          |
| 6   | «Commercial»      | 25 de enero de 2022     | 0.4        | 2.30                 | —           | —                        | —             | —                          |
| 7   | «Recall»          | 1 de febrero de 2022    | 0.4        | 2.08                 | —           | —                        | —             | —                          |
| 8   | «Employee Morale» | 22 de febrero de 2022   | 0.4        | 2.03                 | —           | —                        | —             | —                          |
| 9   | «Charity Dinner»  | 1 de marzo de 2022      | 0.3        | 2.06                 | —           | —                        | —             | —                          |
| 10  | « Profile»        | 8 de marzo de 2022      | 0.3        | 1.98                 | —           | —                        | —             | —                          |

#### Temporada 2
| N.º | Título            | Fecha de emisión      | ÍA (18–49) | Audiencia (millones) | DVR (18–49) | Audiencia DVR (millones) | Total (18–49) | Audiencia total (millones) |
| --- | ----------------- | --------------------- | ---------- | -------------------- | ----------- | ------------------------ | ------------- | -------------------------- |
| 1   | «Crisis»          | 24 de enero de 2023   | 0.4        | 2.48                 | —           | —                        | —             | —                          |
| 2   | «Most Hated CEO»  | 31 de enero de 2023   | 0.3        | 2.36                 | —           | —                        | —             | —                          |
| 3   | «Celebrity»       | 7 de febrero de 2023  | 0.3        | 2.09                 | —           | —                        | —             | —                          |
| 4   | «Cost Cutting»    | 14 de febrero de 2023 | 0.3        | 1.86                 | —           | —                        | —             | —                          |
| 5   | «Going Green»     | 21 de febrero de 2023 | 0.3        | 1.80                 | —           | —                        | —             | —                          |
| 6   | «The Letter»      | 28 de febrero de 2023 | 0.3        | 1.82                 | —           | —                        | —             | —                          |
| 7   | «Young Designers» | 7 de marzo de 2023    | 0.4        | 2.22                 | —           | —                        | —             | —                          |
| 8   | «Hack»            | 14 de marzo de 2023   | 0.3        | 2.00                 | —           | —                        | —             | —                          |
| 9   | «Night Out»       | 21 de marzo de 2023   | 0.2        | 1.90                 | —           | —                        | —             | —                          |
| 10  | «Passion Project» | 28 de marzo de 2023   | 0.2        | 1.91                 | —           | —                        | —             | —                          |
| 11  | «Funeral»         | 4 de abril de 2023    | 0.2        | 1.97                 | —           | —                        | —             | —                          |
| 12  | «Dealer Event»    | 11 de abril de 2023   | 0.2        | 1.52                 | —           | —                        | —             | —                          |
| 13  | «Judgement Day»   | 18 de abril de 2023   | 0.2        | 1.45                 | —           | —                        | —             | —                          |